# Henryk Białokoziewicz

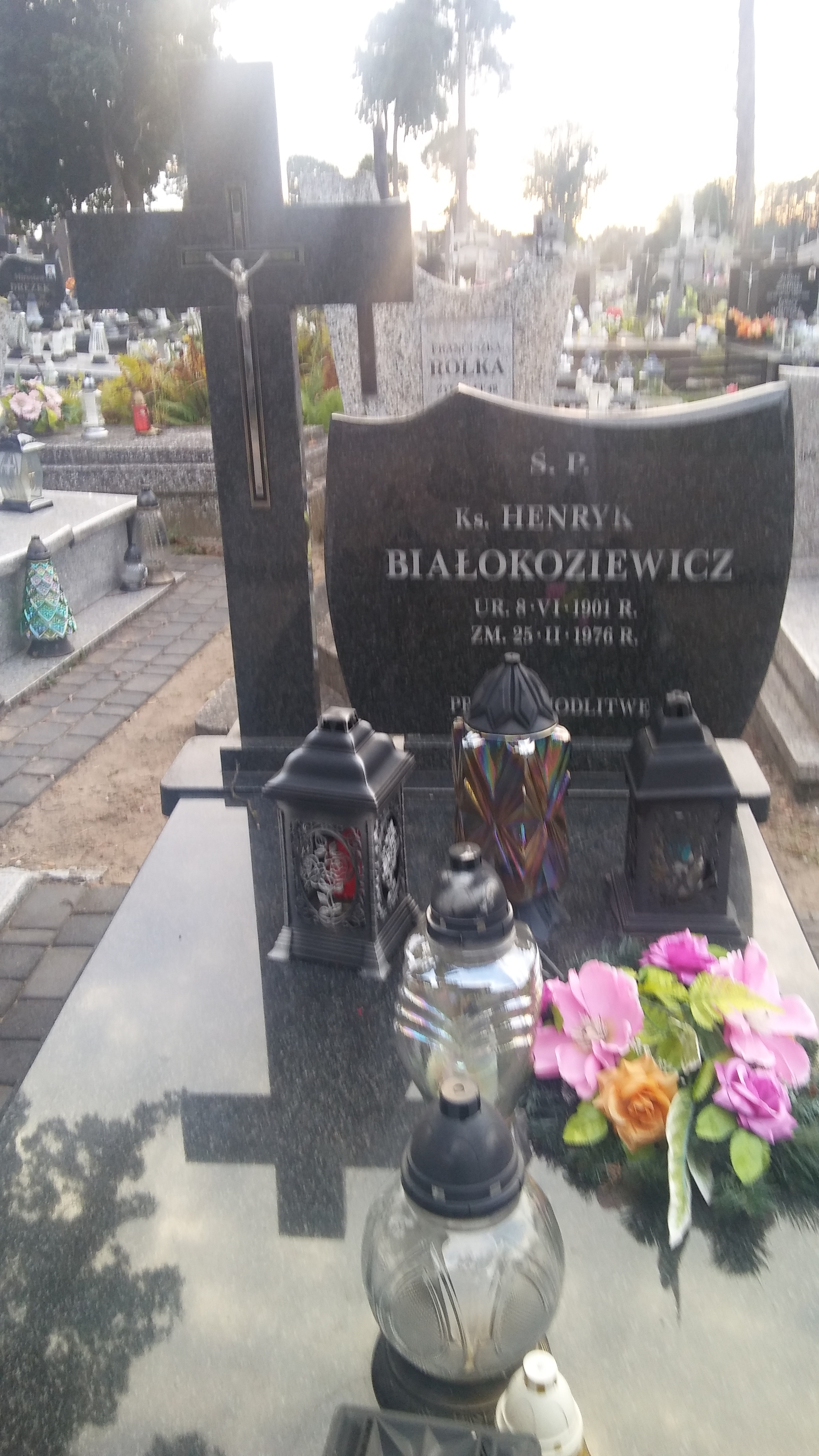
Nagrobek ks. Henryka Białokoziewicza na cmentarzu w Myszyńcu

Henryk Białokoziewicz (ur. 8 czerwca 1901 w Laskach, zm. 25 lutego 1976 w Ostrołęce) – polski duchowny katolicki.

## Życiorys
Syn Piotra i Józefy z Cudnochów. Po ukończeniu szkoły powszechnej podjął naukę w gimnazjum w Ostrowi Mazowieckiej. Jako gimnazjalista brał czynny udział w wojnie polsko-bolszewickiej  w roku 1920. Rok później, po ukończeniu VI klasy gimnazjum, wstąpił do seminarium duchownego w Łomży. Święcenia kapłańskie przyjął 8 maja 1926 r. Pracował jako wikariusz w Rajgrodzie (1926–1926), Filipowie (1926–1927), Wysokiem Mazowieckiem (1927), Kadzidle (1928–1932), Grajewie (1932–1933) i Sejnach (1933–1934). 1 października 1934 roku został proboszczem w Rutce-Tartak, a od 1 lipca 1937 roku w Pawłówce.

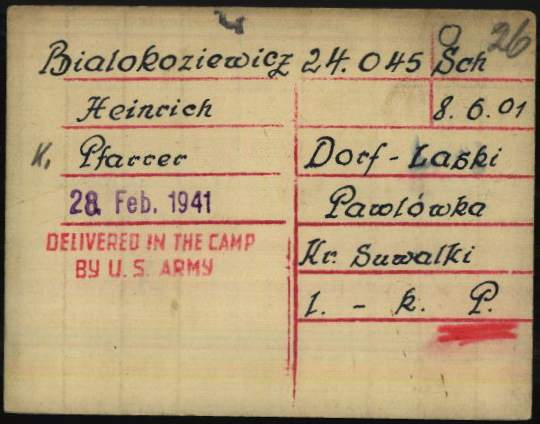
Karta rejestracyjna Henryka Białokoziewicza jako więźnia w nazistowskim obozie koncentracyjnym w Dachau

W czasie okupacji niemieckiej aresztowany 1 listopada 1940 roku w Pawłówce po tym, jak jednej z Polek zabronił służyć u Niemców. Uwięziony w Suwałkach, następnie w Działdowie, a od 28 lutego 1941 w Dachau, gdzie był poddawany nieludzkim próbom medycznym. W jego przypadku był „królikiem doświadczalnym” w badaniu ropowicy, a później przeprowadzano na nim testy malaryczne.

W roku 1943 wybrano setkę księży i skierowano ich na rewir flegmony. (…) Ja dostałem zastrzyk w prawe udo. Wkrótce ciało zaczęło ropieć. Ropa wraz z gnijącym mięsem ściekała z kończyn. (…) Kiedy proces gnicia dochodził do stadium końcowego, młody lekarz niemiecki polecił mi odciąć stopę. Ale w czasie tej rozmowy wtrącił się wicestarosta z Wiednia, również Niemiec więziony w obozie, i doradził lekarzowi by spróbował przeszczepić zdrowe ciało na tę ranę. Lekarz zgodził się. Wycięto mi na żywca, bez zastrzyku znieczulającego, kawałek ciała z lewego uda i przeszczepiono do ropiejącej nogi. (…) Przez 14 dni leżałem w łóżku i co dzień przychodził sanitariusz, wąchał ranę czy nie gnije ciało i robił opatrunek, który był jeszcze jedną formą znęcania się (...).
Po dziesięciu miesiącach wzięto mnie z kolei na doświadczenie na blok malaryczny. Tu przystawiano do mego ciała niciane klatki z 10–12 komarami z Madagaskaru. Kiedy owady dostatecznie napiły się mojej krwi, odstawiano je i czekano 21 dni na pojawienie się gorączki. Trzy próby były nieudane. Za czwartym razem wypuszczono mi krew z jednej i drugiej tętnicy, pojono tą krwią komary i jeszcze raz przystawiano niciane klatki do mego ramienia. Tym razem już skutecznie. Miałem 41,8 i 42 stopnie temperatury.

Mimo najpoważniejszych komplikacji zdrowotnych, cudem uniknął śmierci. Po wyzwoleniu Dachau wrócił do diecezji i 15 kwietnia 1947 roku został mianowany proboszczem w Kuczynie, gdzie pracował do emerytury, tj. 30 maja 1968 r.
Zmarł 25 lutego 1976 roku w szpitalu w Ostrołęce. Został pochowany na cmentarzu parafialnym w Myszyńcu.